# Diabrotica virgifera
Diabrotica virgifera là một loài bọ cánh cứng trong họ Chrysomelidae phân bố ở México và Hoa Kỳ.

## Phân loài

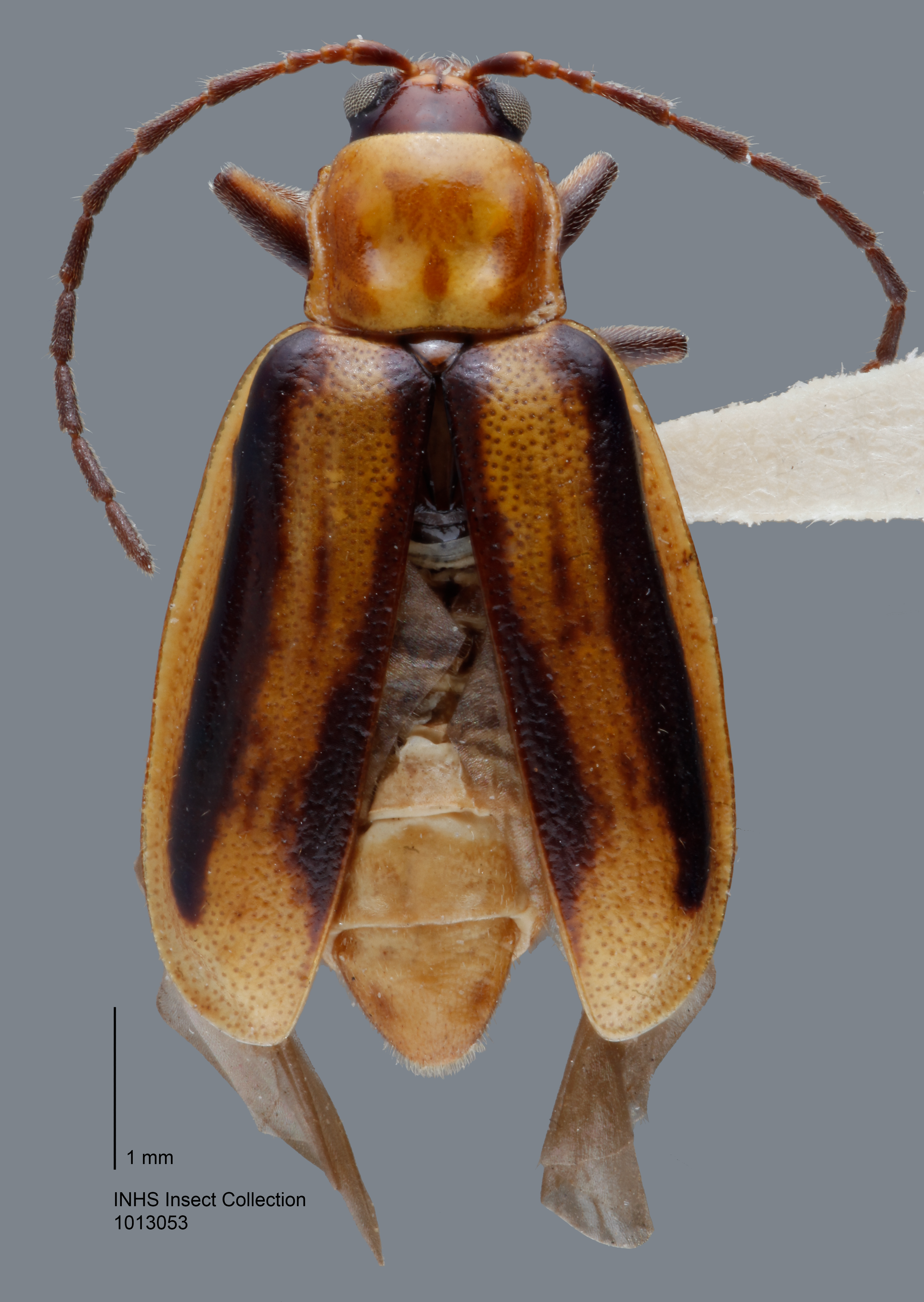
Diabrotica virgifera virgifera.

- Diabrotica virgifera virgifera LeConte, 1868
- Diabrotica virgifera zeae Krysan & Smith, 1987